# Chrysoprasis aureicollis
Chrysoprasis aureicollis är en skalbaggsart som beskrevs av White 1853. Chrysoprasis aureicollis ingår i släktet Chrysoprasis och familjen långhorningar.
Artens utbredningsområde är:
- Guyana.
- Venezuela.

Inga underarter finns listade i Catalogue of Life.